# Ostedes albosparsa
Ostedes albosparsa là một loài bọ cánh cứng trong họ Cerambycidae.